# Anisomorpha
Anisomorpha es un género de insectos de la familia Pseudophasmatidae.

## Especies
- Anisomorpha buprestoides Stoll, 1813
- Anisomorpha clara Conle, Hennemann & Pérez-Gelabert, 2006
- Anisomorpha ferruginea Palisot de Beauvois, 1805
- Anisomorpha paromalus Westwood, 1859